# マイケル・ロジャース
マイケル・ロジャース（Michael Rogers、1979年12月20日 - ）はオーストラリアの自転車競技（ロードレース）元選手。世界自転車選手権・個人タイムトライアルにおいて、同種目史上初の3連覇を達成した。

## 経歴
ロジャースの自転車競技キャリアのスタートはトラックレースであり、トラックレースの世界選手権優勝者を多数輩出した名コーチ、チャーリー・ウォルシュ（Charlie Walsh(英語版)）に師事していた。また、オーストラリアナショナルチームの一員としてツアー・オブ・ジャパンにも2回出場している。
- 1996年
  - ジュニア世界選手権自転車競技大会
    - ポイントレース 優勝
    - 団体追い抜き 優勝（+ グレーム・ブラウン、スコット・デイヴィス、ブレット・ランカスター）
- 1998年
  - コモンウェルスゲームズ スクラッチ優勝
  -  オーストラリア選手権 個人追い抜き 優勝
- 1999年
  - イタリアのマペイチームと契約してプロ転向。活動をロードレースにシフトした。
- 2002年
  - ツアー・ダウンアンダー総合優勝。途中、観客から自転車を借りて走り続けるトラブルに遭いながらの優勝であった[1]。
- 2003年
  - クイックステップに移籍。
  - ドイツ・ツアー 総合優勝。
  - 世界選手権・個人タイムトライアル(ITT)では、1位となったデヴィッド・ミラーがドーピングにより順位を剥奪され、2位だったロジャースが繰り上がって初の同種目世界王者の座に就いたが、その後もロジャースは2004年、2005年と制して3連覇を達成することになる。
- 2004年
  - 世界選手権・個人タイムトライアル 優勝
  - アテネオリンピック・ロードITT 3位[2]。
- 2005年
  - 世界選手権・個人タイムトライアル史上初の3連覇達成。
  - ツール・ド・スイス 総合2位
- 2006年
  - T-モバイル（現 HTC - ハイ・ロード）に移籍。
  - ツール・ド・フランス 総合9位
- 2009年
  - 国内選手権・個人タイムトライアル優勝。
- 2010年
  - ツアー・オブ・カリフォルニア総合優勝。
- 2011年
  - チーム・スカイに移籍。
- 2012年
  - ツアー・ダウンアンダー 総合4位
  - クリテリウム・アンテルナシオナル 総合3位
  - ツール・ド・ロマンディ 総合5位
  - バイエルン一周 総合優勝
  - クリテリウム・デュ・ドフィネ 総合2位
  - ロンドン五輪・ITT 6位
  - 8月10日、IOCは、2004年のアテネオリンピックの個人タイムトライアルにおけるタイラー・ハミルトンの優勝記録を取り消すことを決し、これに伴い、ヴィアチェスラフ・エキモフ（ロシア）を金、ボビー・ジュリック（アメリカ）を銀、ロジャースを銅の各メダル獲得認定者とすることになった[3][2]。
  - UCIワールドツアー 総合17位
- 2013年
  - ツアー・オブ・カリフォルニア 総合2位
  - クリテリウム・デュ・ドフィネ 総合6位
  - ツール・ド・フランス 総合16位
  - ジャパンカップ 優勝[4][5]
  - 12月18日、ジャパンカップでの尿検体からクレンブテロールの陽性反応が示され、国際自転車競技連合(UCI)により暫定的な出場停止処分が下された[6]。ロジャースはジャパンカップの直前に中国で行われたツアー・オブ・北京に出場した際に口にした中国産の肉による汚染を主張した[7]。
- 2014年
  - 4月23日、UCIはクレンブテロール陽性は中国産の肉が原因である可能性が高い、として暫定出場停止処分を解除。ただし2013年のジャパンカップ優勝は剥奪となった[4][5]。
  - ジロ・デ・イタリア 区間2勝（第11,第20）
  - ツール・ド・フランス 区間1勝（第16）
- 2016年
  - 不整脈により引退を表明した[8]。